# Jimmie Rodgers
James Charles "Jimmie" Rodgers, född 8 september 1897 i Meridian, Mississippi, död 26 maj 1933 i New York (i tuberkulos), var en amerikansk countrysångare, gitarrist och låtskrivare. Han var också känd för sin rytmiska joddling.
Jimmie Rodgers var den förste artisten (tillsammans med Fred Rose och Hank Williams) som invaldes i Country Music Hall of Fame (1961).

## Diskografi (urval)
- "The Soldier's Sweetheart" / "Sleep, Baby, Sleep" (inspelad 4 augusti 1927 i Bristol, Tennessee)
- "T For Texas (Blue Yodel No.1)" / "Away Out In The Mountain" (inspelad 30 november 1927 i Camden, New Jersey)
- "In the Jailhouse Now" / "Ben Dewberry’s Final Run" (inspelad 15 februari 1928 / 30 november 1927 i Camden, New Jersey)
- "My Lovin' Gal Lucille (Blue Yodel No.2)" / "Brakeman's Blues" (inspelad 15 och 14 februari 1928 i Camden, New Jersey)
- "Never No Mo' Blues" / "Evening Sun Yodel (Blue Yodel No.3)" (inspelad 12 juni 1928 / 15 februari 1928 i Camden, New Jersey)
- "Waiting For A Train" /  "California Blues (Blue Yodel No.4)"  (inspelad 22 och 20 oktober 1928 i Atlanta, Georgia)
- "Blue Yodel No.5" / "I'm Sorry We Met" (inspelad 23 februari 1929 i New York)
- "Frankie and Johnny" / "Everybody Does It In Hawaii" (inspelad 22 och 20 augusti 1929 i Dallas, Texas)
- "Midnight Turning Day Blues (Blue Yodel No.6)" / "Yodeling Cowboy" (inspelad 22 augusti 1929 i Dallas, Texas)
- "High Powered Mama" / "In The Jailhouse Now No.2" (inspelad 23 februari 1929 / 12 juli 1930 i Los Angeles, Kalifornien)
- "Hobo Bill's Last Ride" / "That's Why I'm Blue" (inspelad 13 november 1929 i New Orleans, Louisiana och 28 november 1929 i Atlanta, Georgia)
- "Mule Skinner Blues (Blue Yodel No.8)" / "Jimmie's Mean Mama Blues" (inspelad 11 och 10 juli 1930 i Los Angeles, Kalifornien)
- "TB Blues" / "Mississippi River Blues" (inspelad 31 januari 1931 i San Antonio, Texas / 25 november 1929 i Atlanta, Georgia)
- "Standing On The Corner (Blue Yodel No.9)" / "Looking For A New Mama" (inspelad 16 juli 1930 i Los Angeles, Kalifornien / 15 juni 1931 i Louisville, Kentucky)
- "Mississippi Moon" / "Groundog Rootin' In My Backyard (Blue Yodel No.10)" (inspelad 6 och 5 februari 1932 i Dallas, Texas)
- "Sweet Mama Hurry Home" / "Barefoot Blues (Blue Yodel No.12)" (inspelad 29 augusti 1932 / 17 maj 1933 i New York)
- "Jimmie Rodgers' Last Blue Yodel" / "Years Ago" (inspelad 18 och 24 maj 1933 i New York)